# Pseudorinelepis genibarbis
Pseudorinelepis genibarbis es una especie de peces de la familia Loricariidae en el orden de los Siluriformes. Es conocido como carachama o cashca por los pobladores de la Amazonía de Ecuador, Colombia y Perú.
Se alimenta generalmente de crustáceos, detritos, restos vegetales y algas que hay en el fondo de las cochas (lagos) y de los ríos. 
Esta especie fue encontrada anteriormente en la selva del departamento de San Martín, en el nordeste peruano, por científicos del país.

## Morfología
Los machos pueden llegar alcanzar los 35,6 cm de longitud total. Es de color marrón oscuro y posee unas escamas con apariencia de placas.

## Hábitat
Es un pez de agua dulce y de clima tropical (23 °C-27 °C).

## Distribución geográfica
Se encuentran en Sudamérica:  cuenca del río Amazonas, además se cultiva en varias zonas del norte del Perú, en zonas cálidas y templadas como Jaén, San Ignacio y Cutervo, se puede criar  en piscigranjas.

## Usos gastronómicos

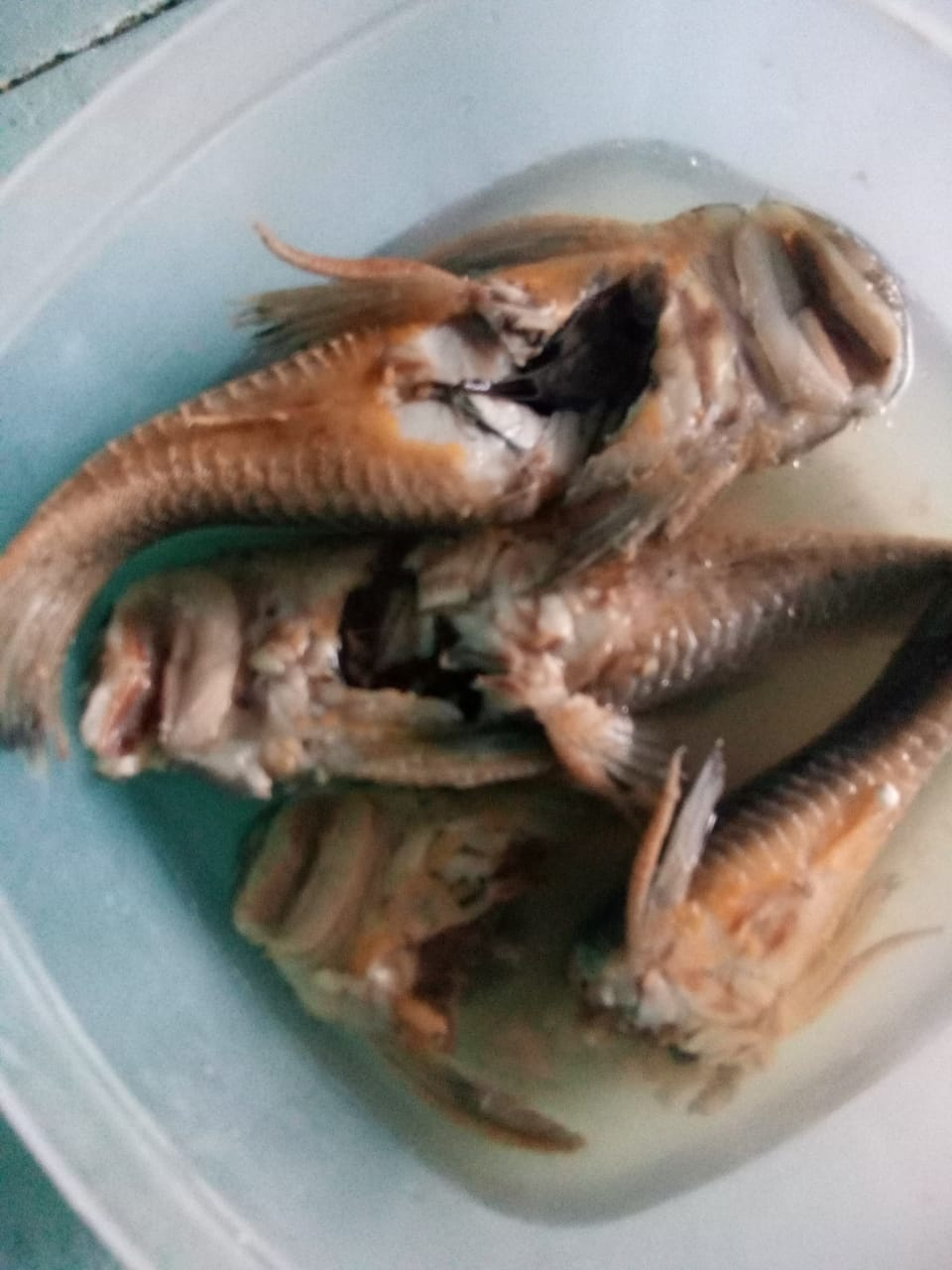
Caldo de carachama

Es consumido principalmente a la parrilla, en guisos o caldos. Se utiliza en chilcanos y en sudados como ingrediente principal, también se lo puede comer frito.